# Lac-operon
Het lac-operon is een operon dat voor de regulatie van de afbraak van lactose zorgt en voorkomt in onder andere de bacterie Escherichia coli.
Het lac-operon wordt beschouwd als het voorbeeld van prokaryotische genregulatie.
Het lac-operon is een stukje DNA, dat voor de afbraak van lactose de benodigde enzymen produceert. 
Als er geen lactose in de omgeving van de bacterie voorkomt, gaat een lac-onderdrukker (lac repressor) aan een gedeelte van het operon, de operator, vastzitten, waardoor er geen enzymen gevormd kunnen worden voor de afbraak van lactose.
Als er wel lactose en geen glucose voorkomt onderdrukt het allolactose dat samen met lactose voorkomt (allolactose is een isomeer dat een α-binding heeft in plaats van een β-binding) de repressor en gaat het operon een polycistronische mRNA (boodschapper-RNA) maken, waardoor ribosomen de volgende drie enzymen gaan produceren:
- β-galactosidase, dat lactose in D-galactose en D-glucose splitst (transcriptie van het lacZ-gen),
- β-galactoside permease, dat ervoor zorgt dat lactose de cel in raakt (transcriptie van het lacY-gen),
- β-galactoside transacetylase, dat een acetylgroep van acetyl-CoA transfereert naar β-galactosiden zoals lactose (transcriptie van het lacA-gen).

Het lac operon vertoont leaky expression, wat ervoor zorgt dat zelfs bij afwezigheid van lactose er toch nog een beetje eiwit aangemaakt wordt. Dit is essentieel om het lactose metabolisme op gang te krijgen als de voorwaarden vervuld zijn, daar lactose niet in de cel kan geraken zonder permease.
Voor hun werk aan lac-regulatie kregen Jacques Monod en François Jacob werkzaam aan het Pasteur Instituut in Parijs in 1965 de Nobelprijs voor Fysiologie of Geneeskunde.